# Sarah Chapman
Pour les articles homonymes, voir Chapman.
Sarah Chapman, ou Sarah Dearman après son mariage, est une ouvrière et syndicaliste britannique, née le 31 octobre 1862 à Mile End (Londres) et morte le 27 novembre 1945 à Bethnal Green (Londres). Elle est l'une des dirigeantes de la grève des ouvrières des manufactures d’allumettes à Londres en 1888. Chapman et d'autres femmes impliquées dans la grève ont depuis été reconnues comme des pionnières de l'égalité des sexes et de l'équité au travail.

## Biographie
Sarah Chapman naît le 31 octobre 1862, cinquième des sept enfants de Samuel Chapman et de Sarah Ann Mackenzie. Elle vit à Mile End, et passe sa vie entière dans l'East End de Londres. Comme sa mère et sa sœur aînée, elle est employée comme ouvrière chez Bryant & May (en), une fabrique d'allumettes de Bow, à Londres. Au moment de la grève de 1888, Sarah Chapman occupe un poste relativement bien rémunéré à l'usine Bryant & May et est un membre établi de sa main-d'œuvre.
Sarah Chapman épouse en décembre 1891 Charles Henry Dearman, un ébéniste. Le couple a six enfants et s'installe à Bethnal Green, où Sarah passe le reste de sa vie. Son mari quant à lui meurt en 1922.
Sarah Dearman meurt à l'hôpital de Bethnal Green le 27 novembre 1945, à l'âge de 83 ans. Elle est inhumée dans une tombe commune anonyme au cimetière de Manor Park,

## Rôle durant la grève desMatchgirls

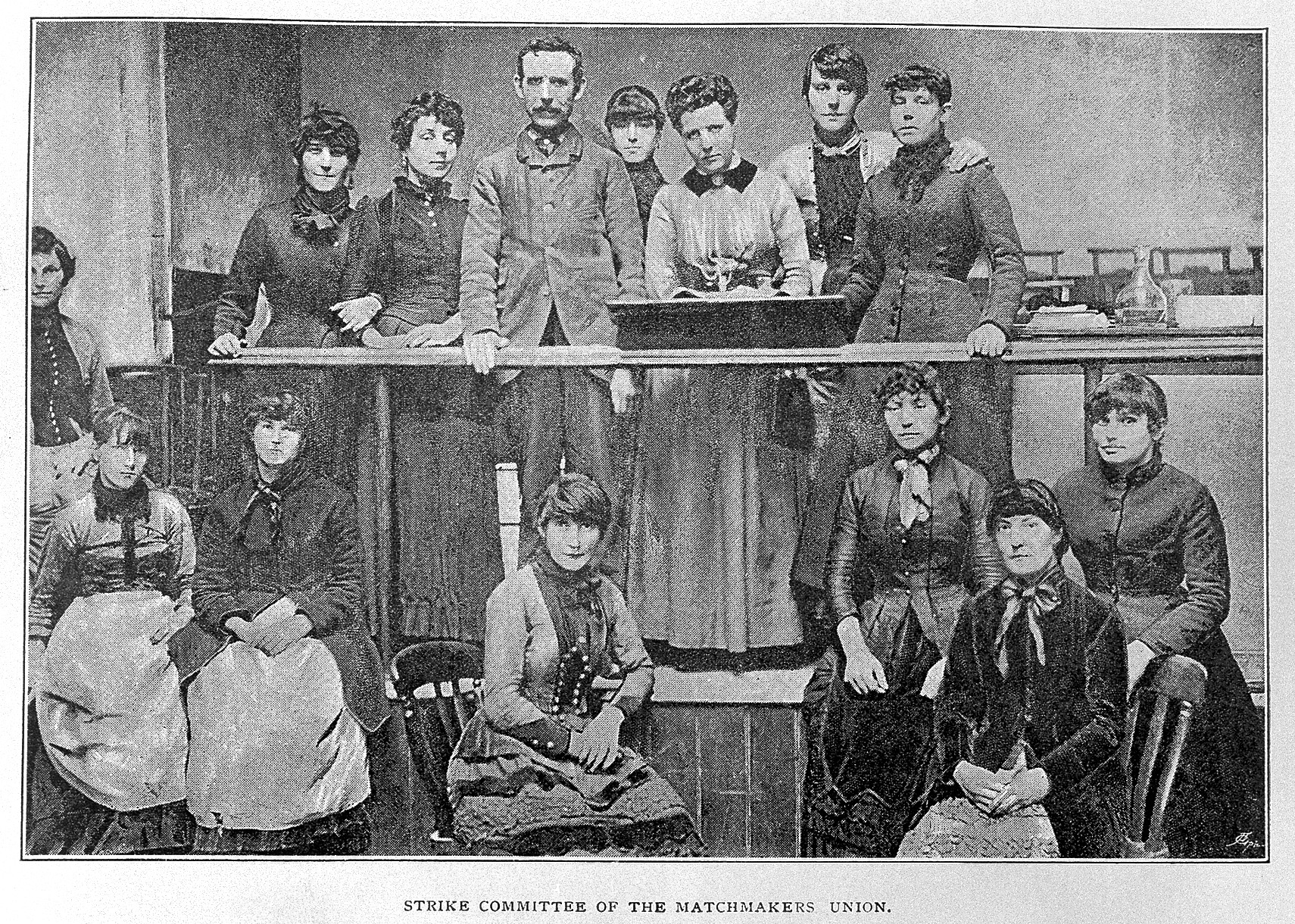
Comité de grève, Sarah Chapman est au deuxième rang, deuxième à gauche, aux côtés de Herbert Burrows et Annie Besant.

En juin 1888, lors d'une réunion de la Fabian Society, les membres décident un boycott des allumettes Bryant & May en réponse aux mauvaises conditions de travail dans l'usine et aux mauvais traitements infligés aux travailleurs.
La libre penseuse et réformatrice sociale Annie Besant enquête en rencontrant des travailleuses à l'extérieur de l'usine, puis elle publie un article, « White Slavery in London » dans The Link le 23 juin 1888. Les dirigeants de Bryant & May tentent sans succès de contraindre les employées à signer des déclarations rejetant les réclamations mais, le 5 juillet 1888, environ 1 400 femmes et enfants se mettent en grève.
Le lendemain, 200 femmes défilent dans Bouverie Street, dans la Cité de Londres, et sollicitent le soutien d'Annie Besant. Chapman fait partie de la délégation de trois ouvrières qui rencontrent cette dernière, afin d'obtenir son aide pour former un comité de grève. Les premières membres du comité sont Mary Naulls, Mary Cummings, Sarah Chapman, Alice Francis, Kate Slater, Mary Driscoll, Jane Wakeling et Eliza Martin,. Les ouvrières tiennent des réunions publiques, elles obtiennent une couverture médiatique favorable et s'assurent le soutien de plusieurs députés. Le comité de grève reçoit l'aide du centre social Toynbee Hall et du London Trades Council et, à la suite d'une réunion avec la direction de Bryant & May, leurs revendications sont acceptées.
Les ouvrières créent un syndicat, l'Union of Women Match Makers, dont la réunion inaugurale a lieu dans la salle de réunion de Stepney le 27 juillet. Douze femmes sont élues comme membres du comité, notamment Sarah Chapman, constituant le plus grand syndicat féminin anglais. Chapman est élue déléguée du Trades Union Congress (TUC) et assiste au congrès international des syndicats en 1888 à Londres.

## Postérité
Depuis 2019, l'organisation The Matchgirls Memorial cherche à faire connaître la grève des Matchgirls et ses participants,. Elle recueille notamment des dons pour financer une pierre tombale pour Sarah Chapman et un monument en commémoration de la grève et de ses organisatrices.

En 2020, en réponse à un projet de modification de la tombe de Sarah Chapman, une pétition appelle à la protection de cette tombe. En juillet 2020, une motion du Parlement exprime l'inquiétude face à ce projet de destruction de la tombe. La motion, parrainée par Apsana Begum, Rushanara Ali, John Cryer, Jim Shannon, Alison Thewliss et Ian Lavery déclare ainsi que 
Cette Chambre s'alarme des projets imminents de terrasser la tombe de Sarah Dearman (née Chapman), une des principales organisatrices de la grève des allumettes en 1888 au cimetière de Manor Park, dans l'est de Londres ; note que Sarah Chapman a joué un rôle de premier plan dans la grève historique et que les matchgirls, en tant que pionnières de l'égalité des sexes et de l'équité au travail, par leur action de grève et la formation de l'Union of Women Match Makers, ont laissé un héritage durable au mouvement syndical ; estime que la tombe de Sarah Chapman présente un intérêt historique particulier et illustre des aspects importants de l'histoire sociale, économique et politique ; demande au gouvernement d'intervenir pour empêcher la perte imminente d'un élément important de l'histoire riche et diversifiée de Londres ; et demande en outre au gouvernement d'inspecter le processus de démolition pour s'assurer qu'il n'y a pas de perturbation des enterrements précoces lorsque de nouvelles tombes sont creusées.
En 2021, il est annoncé qu'un nouveau lotissement dans le quartier Bow porterait le nom de Sarah Chapman. En 2022, English Heritage annonce que la grève des Matchgirls serait commémorée par une blue plaque sur le site de l'ancienne usine Bryant and May à Bow, Londres. La plaque est dévoilée au Bow Quarter, Fairfield Road, Tower Hamlets le 5 juillet 2022 par l'actrice Anita Dobson, marraine de l'association,, et Samantha « Sam » Johnson, arrière-petite-fille de Sarah Chapman et « trustee » du Match Girls Memorial,,.
Chapman apparaît comme un personnage dans le film Netflix 2022 Enola Holmes 2, joué par l'actrice Hannah Dodd. Le film fournit un récit fictif des origines de la grève des Matchgirls, dans lequel le personnage d'Enola et son frère Sherlock se retrouvent impliqués.